# 伊東愛子
伊東愛子（日语：／ Itō Aiko，1952年4月27日—），日本漫畫家，後24年組之一。

## 經歷
東京都新宿區出身。1972年作品獲得Seventeen漫畫新人賞第2席而出道。
1980年與波津彬子、佐藤史生、笹谷七重子、櫻澤未知等人成立漫研ラ・カレシータ發行同人誌，曾參與創作的漫畫家除了24年組成員之外，尚有吉田秋生、渡邊多惠子、篠有紀子、森川久美等。